# Betriebshaftpflichtversicherung
Die Betriebshaftpflichtversicherung (übliche Abkürzung in Deutschland: BHV) deckt die Haftpflichtrisiken von Gewerbetreibenden und industriellen Unternehmen, Freiberuflern und Handwerkern ab. Teilweise besteht für diesen Personenkreis eine gesetzliche Pflicht zur Deckungsvorsorge.

## Leistungen des Versicherers
Der Versicherungsschutz umfasst die Freistellung des Versicherungsnehmers von begründeten gesetzlichen Ansprüchen Dritter auf Schadensersatz. Ferner umfasst er die Prüfung, ob und inwieweit diese Ansprüche begründet sind und die Abwehr unbegründeter Forderungen. Insoweit ist die Haftpflichtversicherung eine passive Rechtsschutzversicherung: die Kosten der Prüfung und des Rechtsschutzes trägt in Deutschland unabhängig von der vereinbarten Versicherungssumme der Versicherer. Der Versicherungsschutz gilt allerdings nur für auf Ersatz eines Schadens gerichtete Ansprüche, nicht auf solche, die auf Erfüllung von vertraglichen Verpflichtungen gerichtet sind oder die andere Ziele wie etwa Auskünfte oder die Unterlassung bestimmter Handlungen zum Gegenstand haben.
Der Versicherer leistet regelmäßig an den Geschädigten, nicht den Versicherungsnehmer. Dieser kann nicht über seine Freistellungsforderung dem Versicherer gegenüber verfügen (§ 108 Abs. 1 VVG). Nur wenn etwa durch Aufrechnung oder Leistung die Schadenersatzforderung erloschen ist, kann eine Leistung an den Versicherungsnehmer erfolgen. Dies spielt in arbeitsteiligen Herstellungsvorgängen insbesondere etwa der Bauwirtschaft über Verrechnungen eine große Rolle.

## Versicherungsumfang
Mitversichert sind neben dem Einzelunternehmer bzw. der Trägergesellschaft die Personen, die einen Betrieb oder eine Niederlassung leiten (§ 102 VVG), sowie alle übrigen Betriebsangehörigen (Mitarbeiter), die bei der Ausübung ihrer beruflichen Tätigkeit für den Arbeitgeber tätig werden. Mit der Absicherung der Haftungsrisiken der Mitarbeiter wird zugleich deren arbeitsrechtlichem Freistellungsanspruch Rechnung getragen.
Nicht Gegenstand der BHV sind Ansprüche des Versicherungsnehmers gegen Mitversicherte oder von Mitversicherten untereinander. In der Schweiz sind auch Ansprüche von Mitversicherten untereinander mitversichert, in Deutschland ist dies auch in vielen Deckungskonzepten verschiedener Versicherer abgedeckt.
Bei einem Arbeitsunfall im Rahmen eines Wegeunfalls ersetzt die gesetzliche Unfallversicherung den Schaden des Arbeitnehmers, womit die Haftpflichtansprüche gegen den schädigenden Arbeitgeber oder Kollegen auf Ersatz des Personenschadens im Umfang der Leistungen der Unfallversicherung als abgegolten gelten.
Bei Freiberuflern und bei gewerblichen Subunternehmern beschränken die Versicherer regelmäßig ihre Leistungspflicht auf die Haftpflicht des Geschäftsherrn und schließen die Haftpflicht des Subunternehmers oder (Urlaubs-)Vertreters ausdrücklich aus: dieser soll selbst für entsprechende Vorsorge sorgen.
Nach Abschluss des Versicherungsvertrags hinzukommende Risiken sind über die Vorsorgeversicherung vorläufig abgedeckt, bedürfen aber einer abschließenden Einbeziehung.

## Einflussfaktoren auf die Höhe der Versicherungssumme
Die Versicherungssumme einer Berufshaftpflichtversicherung wird durch verschiedene Faktoren beeinflusst. Einer der wichtigsten Faktoren ist die Art des Berufs, für den die Versicherung abgeschlossen wird. Berufe mit einem höheren Risiko für Schäden, wie beispielsweise Ärzte oder Architekten, haben in der Regel eine höhere Versicherungssumme als Berufe mit einem geringeren Risiko, wie beispielsweise Schriftsteller oder Übersetzer. Ein weiterer wichtiger Faktor ist die Größe des Unternehmens oder die Anzahl der Mitarbeiter. Je größer das Unternehmen oder je mehr Mitarbeiter versichert werden sollen, desto höher ist in der Regel die Versicherungssumme. Auch die Höhe des Umsatzes kann die Versicherungssumme beeinflussen. Unternehmen mit einem höheren Umsatz haben in der Regel eine höhere Versicherungssumme als Unternehmen mit einem geringeren Umsatz. Die Art der versicherten Tätigkeiten kann ebenfalls einen Einfluss auf die Versicherungssumme haben. Je nachdem, welche Risiken mit den versicherten Tätigkeiten verbunden sind, kann die Versicherungssumme höher oder niedriger ausfallen. Weitere Faktoren, die die Versicherungssumme beeinflussen können, sind beispielsweise die Höhe der Selbstbeteiligung, die gewünschte Deckungssumme und die Laufzeit des Vertrags.

## Ausschlüsse und Einschlüsse
Die "Allgemeine Haftpflicht Bedingungen" sind durch branchenübliche „Besondere Bedingungen“ über weite Bereiche abgeändert, meist zugunsten des Versicherungsnehmers. Für alle betrieblichen Kunden müssen Klauseln wie die zu im Ausland vorkommenden Schäden oder solchen an in ihrem Gewahrsam befindlichen Sachen (etwa auch Gebäudegrundstücken) eingeschlossen werden. Auch die Regelungen zu Tätigkeitsschäden werden regelmäßig zugunsten der Versicherungsnehmer abgeändert.
Über zwischen den einzelnen Stufen der Produktion übliche Vereinbarungen zur Qualitätssicherung wird häufig die handelsrechtlich gebotene Eingangskontrolle des Abnehmers auf den Zulieferer zurückverlagert, der sich erhöhten Haftungsrisiken ausgesetzt sieht. Auch derartige „übergesetzliche Haftungszusagen“ sind absicherbar.
Da aber jeder Betrieb einen individuellen Bedarf an Absicherung hat, kann hier nur professionelle Auskunft letztlich Sicherheit bieten. Diese bieten neben den Versicherern selbst (über Direktionsbevollmächtigte, Agenturen und übrigen Außendienst) zahlreiche Kreditinstitute sowie oft auf einzelne Berufszweige spezialisierte Versicherungsmakler an.
Wesentliche Ausschlüsse sind die von reinen Vermögensschäden und Erfüllungsansprüchen:
Reine Vermögensschäden sind Schäden, bei denen weder eine Person getötet oder verletzt wird noch eine Sache vernichtet oder beschädigt wird. So wird eine mangelhaft neu hergestellte Sache nicht beschädigt, mögen auch die in ihr aufgehenden Bestandteile infolge ihrer Unbrauchbarkeit vernichtet werden. Der weitere Herstellungsaufwand ist ebenso wie entgangener Gewinn und Entsorgungskosten ein reiner Vermögensschaden.
Reine Vermögensschäden sind zwar regelmäßig in Betriebshaftpflichtversicherungen mitversichert, jedoch mit der regelmäßigen Ausnahme derer, die auf eine Lieferung oder Leistung des Versicherungsnehmers zurückzuführen sind.
Ansprüche auf Erfüllung von Verträgen bzw. an deren Stelle tretende Ersatzansprüche sind keine Schadenersatzansprüche und in AHB Ziff. 1.2 klarstellend ausgeschlossen.

### Pflicht für bestimmte Berufsgruppen
Eine Berufshaftpflichtversicherung gilt für besonders verantwortungsvolle Berufsgruppen als Voraussetzung der gewerblichen Zulassung. Das gilt insbesondere
- freiberuflich tätige Mediziner und Veterinäre
- Architekten oder Bauingenieure
- als Mitglied der rechts- und steuerberatenden Ausübung wie Rechtsanwalt, Wirtschaftsprüfer, Steuerberater, Notar wie auch der Versicherungsmakler im Rahmen einer Vermögensschadenhaftpflicht

Es erfolgt auch eine Unterscheidung hinsichtlich der Ausprägungen einer Betriebshaftpflichtversicherung, die in erster Linie von industriellen Unternehmen vorliegen, so auch im Bereich der
- Umwelthaftpflicht
- Gewerbe- und Industriehaftpflichten,
- der Produkthaftpflicht
- sowie der Managerhaftpflicht bzw. D&O-Versicherung für Führungskräfte und Organe eines Betriebs

## Betriebs- und Produkthaftungsversicherung
Wer nicht nur Erzeugnisse an Endverbraucher liefert, sondern produziert, ist dem Risiko ausgesetzt, dass seine Produkte über direkte Schäden hinaus Vermögensschäden verursachen, die über eine „konventionelle Betriebshaftpflichtversicherung“ nicht ausreichend abgesichert werden. Solche Schäden können in vergeblich aufgewendeten Weiterverarbeitungs- oder Herstellungskosten ebenso liegen wie in den Kosten von Austausch- oder gar Rückrufaktionen, die durch Fehler von einzelnen Komponenten der Endprodukte verursacht werden. Derartige Risiken sind über die „konventionelle Betriebshaftpflichtversicherung“ nur für die mitversicherten Personen- und Sachschäden abgesichert. Für gewerblichen Zwischenproduzenten kann sich daher eine Produkthaftpflichtversicherung empfehlen.
Eine Betriebshaftpflichtversicherung schließt den Versicherungsschutz für Vermögensschäden, aus der Verletzung fremder Schutzrechte, ausdrücklich aus. Dieses Risiko deckt die Patenthaftpflichtversicherung ab.